# Hs. Majestæt Kong Christian d. Xs 25 Aars Regeringsjubilæum
|  | Sammenskrivningsforslag Artiklen Hs. Majestæt Kong Christian d. Xs 25 Aars Regeringsjubilæum er foreslået føjet ind i Kong Christian den Tiendes 25 Aars Regeringsjubilæum. (Siden januar 2024) Diskutér forslaget |

|  | Denne artikel er oprettet af botten Steenthbot ud fra en ekstern database. Den kan derfor have sproglige fejl eller mangler. Denne skabelon kan fjernes efter kontrol af indholdet. |

Hs. Majestæt Kong Christian d. Xs 25 Aars Regeringsjubilæum er en dansk dokumentarisk optagelse fra 1937.